# Phil Vickery
Philip John Vickery (Barnstaple, 14 de marzo de 1976) es un funcionario, ganadero y exrugbista británico que se desempeñaba como pilar. Fue internacional con la Rosa de 1998 a 2010, su capitán y se consagró campeón del mundo en Australia 2003.

## Biografía
Es hijo de córnicos, fue criado en el tambo familiar y comenzó a jugar al rugby a los 12 años en el Bude Rugby Club. A los 16 años dejó la escuela para dedicarse a la lechería, jugó con la selección juvenil M-16 y se cambió al Redruth Rugby para jugar una competencia más fuerte.
En 2011 participó y ganó la serie MasterChef UK Celebridades, venciendo a Nick Pickard y Kirsty Wark en la final. En 2015 fue nombrado un teniente adjunto de Gloucestershire.
En 2012 se unió a los Worcester Warriors como entrenador de scrum para dirigir en la temporada 2012–13.  Después de que los Warriors fueran penúltimos y casi descendieran, el club despidió a todo el cuerpo técnico; incluido el nuevo asistente Vickery.

## Carrera

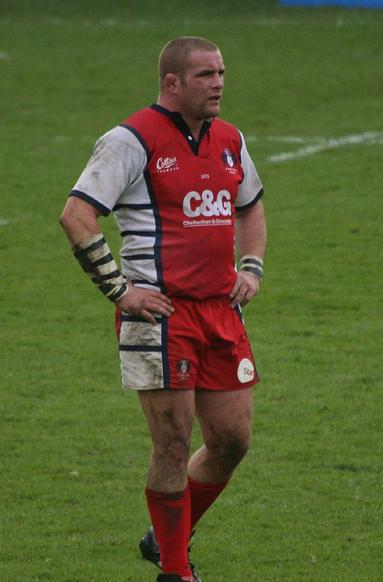
En Gloucester, noviembre de 2005.

Debutó en la primera del aficionado Redruth Rugby, en 1994 ya como un internacional juvenil consolidado y jugó solo una temporada. En 1995 fue incorporado al Gloucester Rugby, tras haber sido reclutado por el director técnico de Inglaterra A, convirtiéndose en profesional y debutando en la temporada 1995–96, la original Premiership renumerada.
En 2003 se perdió la final de la temporada 2002–03, que perdieron contra los Wasps RFC, por una lesión y ganaron la Anglo-Welsh Cup 2002-03. Mientras que en 2006 ganaron el primer título internacional del club, la European Challenge Cup 2005-06.

### Wasps RFC

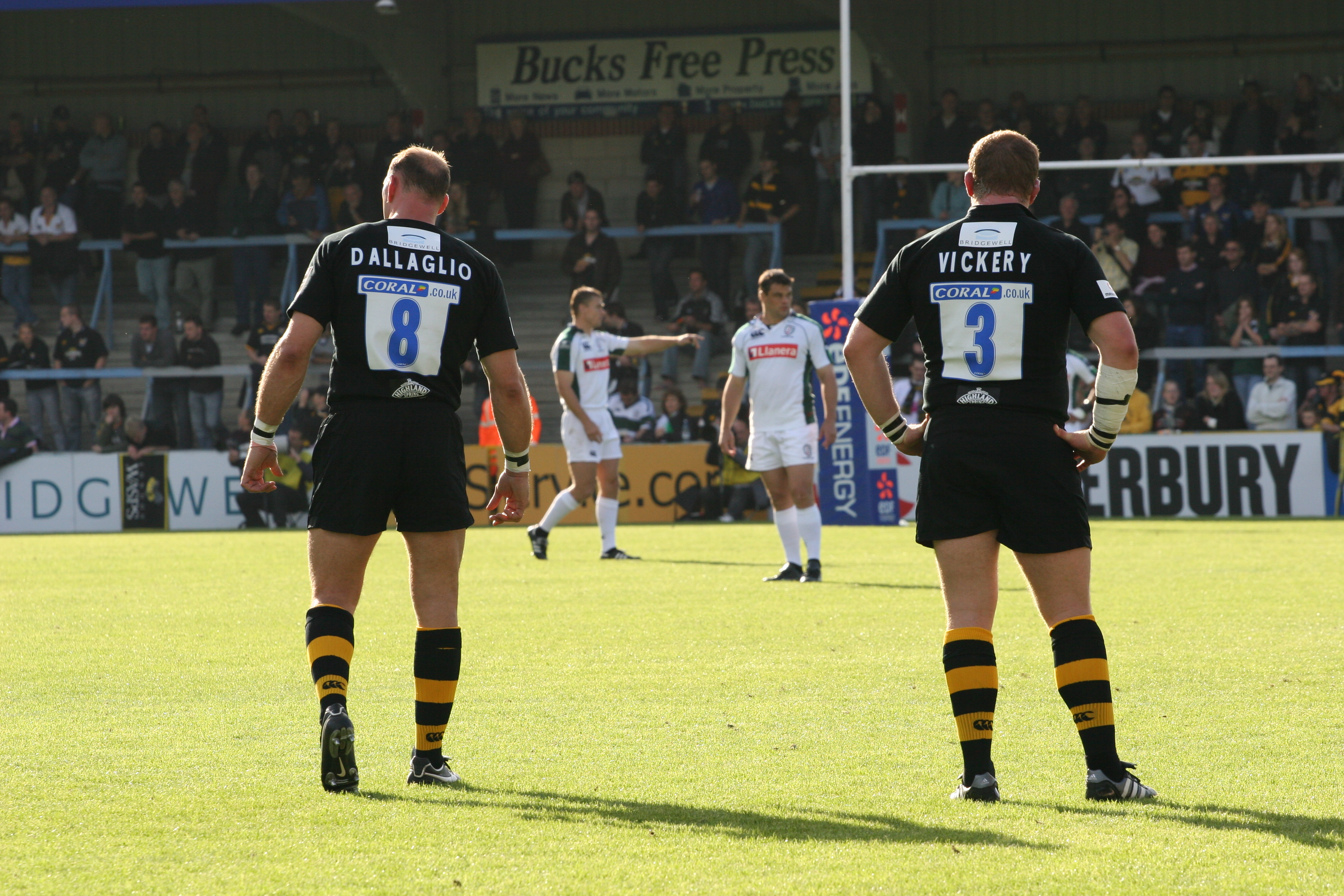
Junto a Lawrence Dallaglio en las Wasps.

A mediados de 2006 dejó al Gloucester Rugby tras 11 años y fichó por los Wasps RFC, originalmente un contrato de tres años. Con el equipo londinense ganó la Copa Heineken 2006–07 (la competencia más importante de Europa) y la Premiership 2007–08, hasta ahora la última consagración.
En octubre de 2010 se vio obligado a retirarse, debido a sufrir varias lesiones graves en el cuello. Increíblemente había jugado su último partido el 25 de septiembre, en el Estadio Kingsholm y contra el Gloucester Rugby.

## Selección nacional
Representó a la selección juvenil desde la categoría M-16 y también a Inglaterra A, la segunda selección.
Clive Woodward lo convocó a la Rosa por vez primera, para disputar el Torneo de las Cinco Naciones 1998 y debutó contra los Dragones rojos, fue un triunfo 60–26.
Participó de la famosa Gira al infierno, en la que debutaron las futuras estrellas Matt Dawson, Danny Grewcock y principalmente Jonny Wilkinson, donde Inglaterra recibió una paliza al caer derrotada en todas las pruebas contra los All Blacks, Springboks y Wallabies.
Se perdió el Torneo de las Seis Naciones 2003 debido a una lesión en la espalda, pero regresó a tiempo para el mundial de aquel año. En 2006 también se lesionó y regresó contra Sudáfrica en noviembre, allí marcó el try ganador e Inglaterra ganó su primer juego desde febrero de ese año.
En diciembre de 2006 Robinson fue despedido y Brian Ashton asumió, nombrando nuevo capitán a Vickery para el Torneo de las Seis Naciones 2007. Mantuvo el liderazgo hasta el Seis Naciones 2008, cuando se lesionó.

### Participaciones en Copas del Mundo
Woodward lo llevó a Gales 1999 como titular indiscutido, formó junto a Phil Greening y Jason Leonard. Allí enfrentó a los All Blacks con su estrella Jonah Lomu, a quien luego señaló como «el back más fuerte de todos».
Woodward lo convocó a Australia 2003, formó junto a Steve Thompson y Trevor Woodman. Jugó todas las pruebas, le marcó un try a Samoa y fue el capitán ante Uruguay.
| Mundial                       | Sede      | Resultado        | PJ | Tries |
| ----------------------------- | --------- | ---------------- | -- | ----- |
| Copa Mundial de Rugby de 1999 | Gales     | Cuartos de final | 4  | 0     |
| Copa Mundial de Rugby de 2003 | Australia | Campeón          | 7  | 1     |
| Copa Mundial de Rugby de 2007 | Francia   | Subcampeón       | 5  | 0     |

Brian Ashton lo llevó a Francia 2007 como el capitán, formó junto a Mark Regan y Andrew Sheridan. La Rosa desplegó un juego físicamente duro con iniciativa de los forwards, que le permitió vencer a los Wallabies y al local Francia; selecciones más consistentes; y alcanzar la final.

### Leones
En 2001 el neozelandés Graham Henry lo seleccionó a los Leones Británicos e Irlandeses para participar de la gira por Australia con los British & Irish Lions. Fue titular indiscutido, jugó las tres pruebas y formó con el escocés Tom Smith y el irlandés Keith Wood.
En 2009 el escocés Ian McGeechan lo convocó para la gira a Sudáfrica, como titular y jugó las tres pruebas. Formó junto a los galeses Gethin Jenkins y Matthew Rees.